# Fes el-Bali
Fes el Bali (arabsko فاس البالي, latinizirano: Fās al-Bālī, lit. 'Stari Fes') je najstarejši obzidan del Fesa, drugega največjega mesta v Maroku. Fes el Bali je bil ustanovljen kot prestolnica rodbine Idrisidov med letoma 789 in 808. Unesco je leta 1981 Fes el Bali skupaj s Fes Dždidom uvrstil na seznam svetovne dediščine pod imenom Medina of Fez. Območje svetovne dediščine vključuje mestno tkivo in obzidje Fes el Balija ter tamponsko območje zunaj obzidja, ki je namenjeno ohranjanju vizualne celovitosti lokacije. Fes el Bali je skupaj s Fes Dždidom in francosko ustvarjenim Ville Nouvelle ali »Novim mestom« eno od treh glavnih okrožij v Fesu.

## Zgodovina
Kot prestolnico svojega na novo pridobljenega imperija je Idris ibn Abdalah leta 789 n. št. izbral novo mesto na desnem bregu reke Fes. Številni prvi prebivalci so bili begunci, ki so bežali pred vstajo v Cordobi (današnja Španija). Toda leta 809 se je njegov sin Idris II. odločil ustanoviti lastno prestolnico na nasprotnem bregu reke Fes. Čeprav ju je ločevala le relativno majhna reka, sta se mesti razvijali ločeno in postali dve samostojni mesti, dokler ju v 11. stoletju niso združili Almoravidi. Bilo je veliko beguncev, ki so se tudi tokrat odločili naseliti v novem mestu, vendar so tokrat bežali pred uporom v Kairouanu (v današnji Tuniziji). Univerzo Al-Karauin (ali al-Qarawiyyin) tradicionalni viri zapisujejo, kot da jo je ustanovila ena od teh begunk, Fatima al-Fihri, leta 859. UNESCO in Guinnessova knjiga rekordov menita, da je najstarejša stalno delujoča univerza na svetu. Mošeja Al-Andalusijin (ali mošeja Andaluzijcev), na nasprotni obali reke, prav tako tradicionalno verjame, da jo je istega leta ustanovila njena sestra.
Pod Almoravidi je Fes izgubil status glavnega mesta, ki je bil prestavljen v novoustanovljeni Marakeš. Med vladavino Almohadov (12.–13. stoletje) je bil Fes cvetoče trgovsko mesto, čeprav ni bil prestolnica.  V tem času je postalo celo največje mesto na svetu, kjer je živelo približno 200.000 ljudi.
Po porazu nad Almohadi v Maroku so Marinidi prestolnico iz Marakeša preselili nazaj v Fes. To je pomenilo začetek največjega obdobja v zgodovini Fesa. Ko so Marinidi leta 1276 prestolnico preselili v Fes, so začeli graditi novo mesto zunaj starega mestnega obzidja. Sprva se je imenovalo Madinat al-Bayda ('Belo mesto'), vendar je hitro postalo znano kot Fes el-Dždid ('Novi Fes'), medtem ko je staro mesto postalo znano kot Fes el-Bali ('Stari Fez'). Marinidi so zgradili prve prave medrese v Maroku, ki vključujejo številne najbolj opazne arhitekturne spomenike v mestu, kot je medresa Bou Inania, medresa Al-Attarin in medresa Sahrij.
Saadijska rodbina (16. in zgodnje 17. stoletje), ki je ponovno uporabila Marakeš za svojo prestolnico, ni posvečala veliko pozornosti Fesu, z izjemo okrašenih paviljonov za umivanje, ki so jih v njihovem času dodali na dvorišče mošeje Karauin. Okoli mesta so zgradili številne nove utrdbe in bastijone, za katere se zdi, da so bili namenjeni ohranjanju nadzora nad lokalnim prebivalstvom. Večinoma so bili nameščeni na višjih legah s pogledom na Fes el-Bali, od koder bi lahko zlahka obstreljevali mesto s topovi. Sem spadajo kazba Tamdert, tik znotraj mestnega obzidja blizu Bab Ftouha, in utrdbe Bordž Nord (Bordžj al-Šamali) na hribih na severu, Bordž Sud (Borj al-Džanoub) na hribih na jugu in Bordž Šeik Ahmed na zahodu, na točki v obzidju Fes el-Dždid, ki je bila najbližje Fes el-Bali. Te je zgradil v poznem 16. stoletju, večinoma jih je zgradil sultan Ahmed al-Mansur.
Šele ko je leta 1666 ustanovitelj alavitske rodbine Mulaj Rašid zavzel Fes, je mesto ponovno oživelo, čeprav za kratek čas. Zgradil je Kazbo Čerarda (znano tudi kot Kazba al-Kemis) severozahodno od Fes el-Dždida, da bi nastanil velik del svojih plemenskih čet. Prav tako je obnovil ali ponovno zgradil tisto, kar je postalo znano kot Kazba an-Nuar, ki je postalo bivalni prostor njegovih privržencev iz regije Tafilalt (domovina prednikov rodbine Alavi). Zaradi tega je bila kazba znana tudi kot kazba Filala ('Kazba ljudi iz Tafilalta'). Mulaj Ismail, njegov naslednik, je namesto tega za svojo prestolnico izbral bližnji Meknes, vendar je obnovil nekaj večjih spomenikov v Fes el-Bali, kot je Zavija Mulaja Idrisa II. Medtem ko so bili nasledstveni konflikti med sinovoma Mulaja Ismaila še ena nizka točka v zgodovini mesta, se je bogastvo mesta dokončno povečalo po letu 1757 z vladavino Mulaja Mohameda Ibn Abdalaha in pod njegovimi nasledniki.
Zadnja večja sprememba topografije Fesa pred 20. stoletjem je bila narejena med vladavino Mulaj Hasana I. (1873-1894), ki je končno povezal Fes el-dždid in Fes el-Bali z izgradnjo obzidanega hodnika med njima. Znotraj tega novega koridorja med obema mestoma so bili zgrajeni novi vrtovi in poletne palače, ki so jih uporabljali kralji in visoka družba prestolnice, kot so vrtovi Džnan Sbil in palača Dar Batha.
Leta 1912 je bila po pogodbi iz Fesa nad Marokom vzpostavljena francoska kolonialna vladavina. Fes je prenehal biti središče moči v Maroku, saj so prestolnico preselili v Rabat, ki je ostal prestolnica tudi po osamosvojitvi leta 1956. Začetek pod francoskim rezidenčnim generalom Hubertom Lyauteyjem je bila ena pomembna politika z dolgoročnimi posledicami odločitev, da se v veliki meri odreče ponovnemu razvoju obstoječih zgodovinskih obzidanih mest v Maroku in jih namerno ohrani kot območja zgodovinske dediščine, še danes znane kot medine. Namesto tega je francoska uprava zgradila nova sodobna mesta (Villes Nouvelles) tik izven starih mest, kjer so evropski naseljenci večinoma prebivali s sodobnimi udobji v zahodnem slogu. Današnji obstoj Ville Nouvelle (»novo mesto«) poleg zgodovinske medine Fes je bil torej posledica tega zgodnjega kolonialnega odločanja in je imel širši vpliv na razvoj celotnega mesta. Medtem ko je nova kolonialna politika ohranila zgodovinske spomenike, je imela dolgoročno tudi druge posledice, saj je zadržala urbani razvoj na teh območjih dediščine. Premožni in meščanski Maročani so se v času med vojnama začeli seliti v sodobnejši Ville Nouvelles. Nasprotno pa so staro mesto (medino) Fesa vse bolj naseljevali revnejši podeželski migranti s podeželja.
Danes sta Fes el-Bali in večja zgodovinska medina glavna turistična destinacija zaradi svoje zgodovinske dediščine. V zadnjih letih potekajo prizadevanja za obnovo in rehabilitacijo njegove zgodovinske strukture, od obnove posameznih spomenikov do poskusov rehabilitacije reke Fes.

## Geografija in postavitev

### Urbana struktura
Mesto stoji ob obeh straneh reke Fes (znane tudi kot Oued Bou Krareb). Čeprav so deli zidu in nekatera njegova zgodovinska vrata izginili, je Fes el-Bali še vedno večinoma obdan z dolgim in vijugastim vezjem obrambnih zidov. Tam so vstopili skozi številna vrata, med katerimi so bila najpomembnejša Bab Mahrouk (čeprav je bližnji Bab Bou Dželud danes bolj znan), Bab Guissa in Bab Ftouh. Na zahodnem koncu mesta sta bili dve zgodovinski kazbi (utrjeni ogradi), povezani z mestom: Kazba an-Nuar, ki še danes obstaja na severni strani trga Place Bou DŽelud, in Kazbh Bou Dželud, katere obzidje je medtem izginilo, vendar je stalo neposredno jugozahodno od sedanjih vrat Bab Bou Dželud. Kazba Bou Dželud je bila zgodovinsko rezidenca guvernerja in sedež vladnega nadzora. Mošeja Bou Dželud, ki so jo zgradili Almohadi, še danes stoji tam, eden edinih ostankov prvotnega ograjenega prostora.
Tako kot v mnogih srednjeveških islamskih mestih glavne mestne tržnice običajno potekajo od glavnih mestnih vrat do območja glavne mestne mošeje: v tem primeru Karauin in v manjšem obsegu Zavija Mulaj Idrisa II. in mošeja Andaluzijcev. Te mošeje so znotraj ali blizu glavnih komercialnih in gospodarskih območij mesta. Ulice suk same predstavljajo glavne trgovske osi mesta in so dom večine fundukov (gostilnic za trgovce). Posledično so se trgovci in tuji obiskovalci le redko morali potepati zunaj teh območij in večina ulic, ki se odcepijo od njih, vodi le do lokalnih stanovanjskih ulic (pogosto imenovanih derbi), mnoge od njih vodijo v slepe ulice. Turiste še danes večinoma najdemo le na teh glavnih trgovskih prometnicah. Najpomembnejši spomeniki in ustanove mesta so prav tako na glavnih ulicah Suk ali blizu njih. V skladu s tem ima medina kohezivno in hierarhično urbano strukturo, ki jo lahko ločimo na dveh ravneh. Na lokalni ravni so posamezne soseske in okrožja specializirana za stanovanjske, poslovne in industrijske namene. Na širši ravni je mesto organizirano glede na glavne pomembne točke, kot so vrata in glavne mošeje. Na tej širši ravni obstajajo približno štiri glavna središča urbane dejavnosti in organizacije: ena okoli mošeje Karauin, ena okoli mošeje Andaluzijcev, druga okoli medrese-mošeje Bou Inania in zgodovinsko ločena aglomeracija Fes el-Dždid.
Fes el-Bali je znan tudi po tem, da je veliko mestno območje brez avtomobilov (približno 300 hektarjev), zaradi dobro ohranjenega urbanega tkiva tradicionalnih ozkih ulic in ulic, neprimernih za avtomobile. Le ena glavna cesta prodira v medino z juga, sledi toku reke in doseže Place R'cif blizu središča mesta, ki omogoča dostop javnemu prevozu in vozilom za nujne primere.

### Okraji in soseske
Mesto je na splošno razdeljeno med dve četrti na nasprotnih obalah reke Fes: četrt karauin ali 'Advat al-Qarawiyyin (na zahodni obali) in Andaluzijska četrt ali 'Advat al-Andalus (na vzhodni obali). Te so nadalje razdeljene na manjše zgodovinske soseske ali okrožja. V začetku 20. stoletja je francoski zgodovinar Roger Le Tourneau zapisal, da je bilo mesto upravno razdeljeno na 18 sosesk, navedenih spodaj. Le Tourneau je opozoril, da Salvat el-Anfas, kronika iz 14. stoletja, navaja zelo podobno delitev sosesk, čeprav so se meje in imena nekoliko spremenila. Samo ime 'Advat se v nekaterih virih uporablja tudi za celotno vzhodno obalo mesta (andaluzijska četrt).
Četrt Karauin
- at-Tala'a ("pobočje/vzpon")
- el-'Ujun ("Izviri")
- el-Kalklijin
- Ras Džnan ("Začetek vrtov")
- el-Gerniz ("Bodika")
- el-Ketanin ("Trgovci s tekstilom")
- Svikat Ben Safi ("Mala tržnica Ibn Safija")
- esh-Šrablijin ("Trgovci s copati")
- Zkak er-Roman ("Ulica granatnega jabolka")
- Funduq el-Jihudi ("skladišče/gostišče Judov")
- el-Blida ("majhno mesto")
- es-Sagha ("Menjalci denarja")

Andaluzijska četrt
- el-Mokhfiya ("Skriti")
- Sidi el-Avad ("Sir Wheelwright") & el-Kowas ("Trezorji")
- el-Kedan ("tuf")
- el-Gzira ("otok")
- el-Fekarin ("Lončarji")
- Oued ez-Zitun ("reka oljk")

Tako območji el-Fekarin kot Oued ez-Zitun, ki zavzemata celotno vzhodno regijo andaluzijske četrti onkraj mošeje Andaluzijcev, sta bili pred 20. stoletjem večinoma brez večjih gradenj, z izjemo nekaj verskih struktur in fundukov (trgovskih stavb). Ta okrožja so se napolnila s stanovanjskimi stavbami šele v obdobju francoskega protektorata v 20. stoletju. Okrožje al-'Ujun, ki je pokrivalo zelo veliko območje v jugovzhodni regiji četrti Karauin, je bilo v zgodovini zasedeno z vrtovi in bogatimi posestmi, ki so jih uporabljali mestni bogati in meščanski razredi. To potrjuje število zgodovinskih dvorcev, ki še vedno obstajajo na tem območju, kot sta Dar Mokri in Dar Glaui. Ime al-'Ujun, 'Izviri', se je nanašalo na prisotnost številnih vodnih tokov in izvirov, ki so prečkali okrožje in zagotavljali vodo za njegove vrtove.
Ime Funduk el-Jihudi ("skladišče/gostišče Judov") odraža dejstvo, da je bila pred nastankom Melaha v Fes el-Dždidu judovska skupnost skoncentrirana v tej soseski od časa Idrisa II. (začetek 9. stoletja). (Čeprav so Judje v tem obdobju živeli in delali tudi v mnogih drugih delih mesta.) Prvotno mestno judovsko pokopališče je bilo prav tako v bližini, tik pred bližnjimi vrati Bab Guissa.

## Grožnje in ohranjanje
Po mnenju Unesca obstajata dve glavni nevarnosti za to območje svetovne dediščine:
- Vedno večja populacija na že tako nevarno prenaseljenem območju in nenadzorovan urbani razvoj, ki je posledica tega.
- Propadanje stavb

Zaradi ranljivosti mesta je vlada sprejela poseben načrt za skrb za to območje svetovne dediščine ter vsako stavbo in spomenik, ki ga vsebuje. Cilj je preprečiti propadanje hiš, povečati trajnostni turizem in zaščititi vse.
Od leta 1989 je kvazivladna agencija, znana kot ADER-Fès (Association pour la dédensification et réhabilitation de Fès-Médina), zadolžena za obnovo večjega dela medine in varovanje njene dediščine. V zadnjih letih so potekala prizadevanja za obnovo več stare medine, od obnove več deset posameznih spomenikov do poskusov obnove reke Fes.
Na trgu Lalla Jeduna v osrčju Medine so pred kratkim potekali ukrepi obnove in ohranjanja po natečaju za oblikovanje, ki sta ga sponzorirala Millennium Challenge Corporation (Washington D.C.) in vlada Maroka. Gradbeni projekti, ki naj bi bili zaključeni v letu 2016, so zajemali ohranjanje zgodovine posameznih stavb, gradnjo novih stavb, ki se prilegajo obstoječemu mestnemu tkivu, in regeneracijo obrežja. Namen ni le ohraniti kakovost in značilnosti Unescove svetovne dediščine, temveč spodbuditi razvoj območja kot trajnostnega območja mešane rabe za obrtne industrije in lokalne prebivalce.

## Znamenitosti
Sledi nekaj glavnih zgodovinskih spomenikov in znamenitosti v Fes el-Bali.

### Mošeje in zavije
- Mošeja Al-Karauin-Univerza
- Mošeja Andaluzijcev
- Zavija Mulaja Idrisa II.
- Zavija Sidija Ahmeda al-Tijanija
- Mošeja Črablijine
- Mošeja Bab Guissa
- Mošeja Bou Dželud
- Mošeja R'Cif
- Mošeja Abu al-Hasana
- Mošeja Divan

### Medrese
- Medresa Bou Inania
- Medresa Al-Attarin
- Medresa as-Sahrij
- Medresa Čeratine
- Medresa as-Sefarine
- Medresa Mesbahija

### Palače in zgodovinske hiše
- Dar Batha (Muzej Dar Batha)
- Dar Mnebhi
- Dar Mokri
- Dar Glaoui
- Dar Džamaï
- Dar Adijel

### Funduki (tradicionalne gostilne)
- Funduk al-Nadžarin (Muzej lesene umetnosti in obrti Nedžarine)
- Funduk Staounijin (znan tudi kot "Funduk Tetuanijine")
- Funduk Šamain (napisano tudi "Funduk Čemaïne")
- Funduk Sagha
- Funduk Ketanin

### Usnjarne
- Usnjarna Čuara
- Usnjarna Sidi Musa

### Vrata in utrdbe
- Zgodovinsko mestno obzidje
- Bab Bou Dželud (vrata)
- Bab Mahrouk (vrata)
- Bab Ftouh (vrata)
- Bab Guissa (vrata)
- Borj Nord (utrdba; tudi Muzej orožja)
- Borj Sud (trdnjava)
- Kazba an-Nuar (obzidano okrožje) in Bab Čorfa (vrata)

### Druge zgodovinske znamenitosti
- Marinidske grobnice
- Pokopališče Bab Ftouh (vključno z mavzolejem Sidi Harazem)
- Tala'a Kebira (ulica)
- Kisariat al-Kifah (bazar)
- Dar al-Magana